# Büsumer Deichhausen
Büsumer Deichhausen est une commune de l'arrondissement de Dithmarse, dans le Land du Schleswig-Holstein.

## Géographie
Le territoire de la commune est composé de marschen le long de la mer du Nord. La commune est à l'est de Büsum.

## Source, notes et références
- (de) Cet article est partiellement ou en totalité issu de l’article de Wikipédia en allemand intitulé « Büsumer Deichhausen » (voir la liste des auteurs).